# Esteve Monegal i Prat

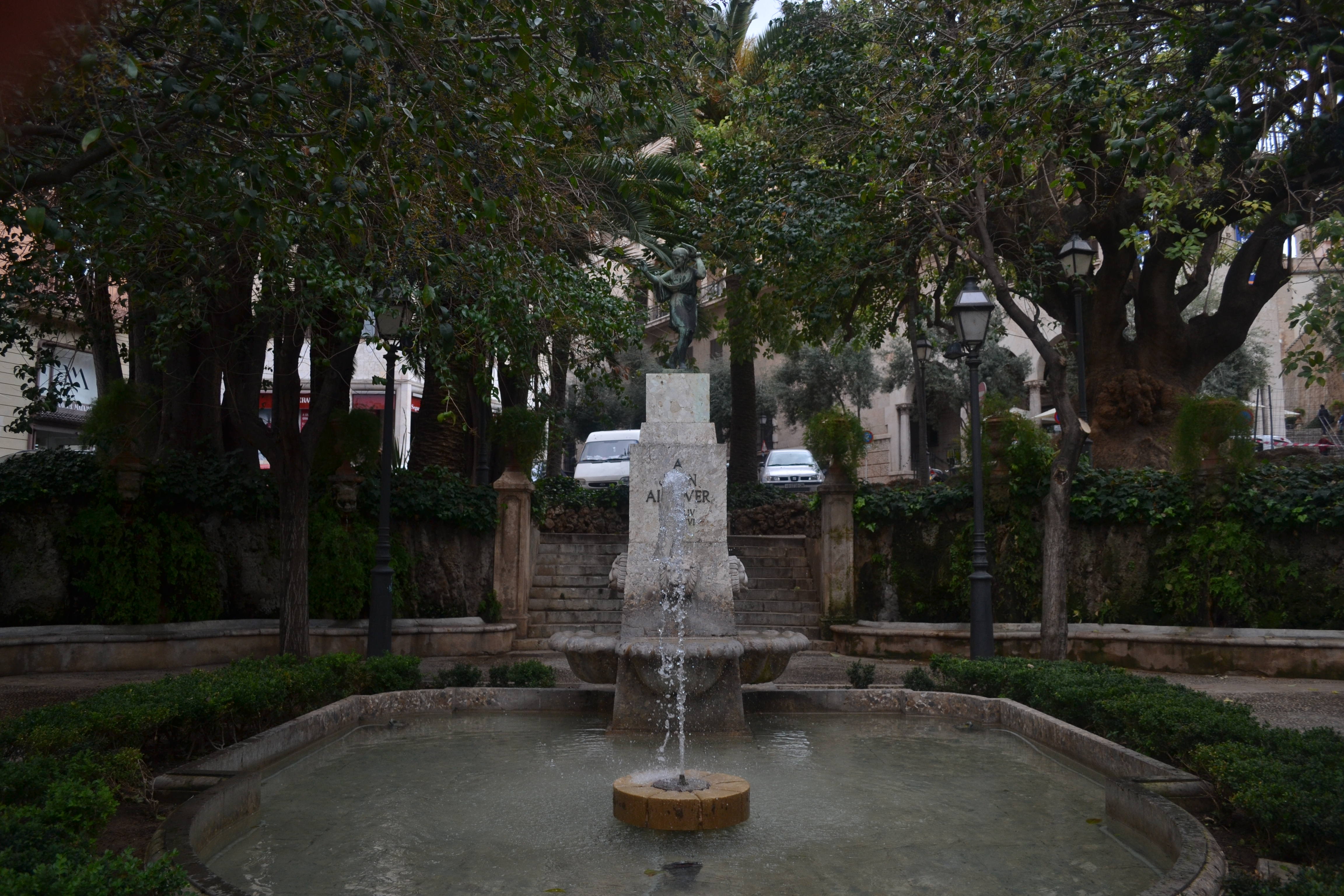
Monument a Joan Alcover, 1928, Palma.

Esteve Monegal i Prat   (Barcelona, 1 de maig de 1888 - Barcelona, 23 de desembre de 1970) fou un escultor i empresari català.

## Biografia
Va néixer al Palau Meca, al carrer de Montcada, 19 de Barcelona, fill de Ramon Monegal i Nogués (1861-1942) i d'Assumpta Prat i Vila.
Deixeble de Francesc d'Assís Galí, va ser un dels més entusiastes promotors de l'Escola Superior dels Bells Oficis de la Mancomunitat de Catalunya, en la que va ser professor d'escultura. Membre del grup modernista tardà Guayaba, publicà articles teòrics a El Poble Català, Art Jove, La Publicidad, etc. i col·laborà amb dibuixos satírics, amb pseudònim, a la revista Or i Grana (1906-07).
Fou secretari del Cercle Artístic de Sant Lluc. Amplià estudis a París (1911-12), on seria deixeble de Josep Clarà. Evolucionà cap a un classicisme molt depurat, que va fer d'ell durant un temps l'escultor català més ortodoxament noucentista. De la seva obra, centrada sobretot en nus femenins i retrats, destaca Noia que es pentina del 1914, al vestíbul de la fàbrica Myrurgia, i col·laborà amb l'arquitecte Rafael Masó, figura central del Noucentisme a Girona. El 1917 hagué de fer-se càrrec del negoci familiar de perfumeria, que l'acabà convertint en una empresa (Myrurgia) d'àmbit internacional, en la que aplicà el seu gust artístic vetllant personalment -i a través de dissenyadors triats per ell- el disseny dels flascons, envoltoris i publicitat. Tot i que la seva tasca industrial l'apartà de l'escultura, en la seva maduresa realitzà algunes imatges religioses, que són a les esglésies parroquials de Santa Coloma de Farners i a la de Santa Anna de Barcelona.